# 埃格爾丁
埃格爾丁是奥地利上奥地利州谢尔丁县的一个市镇。总面积22平方公里，总人口1253人，人口密度57.0人/平方公里（2005年）。